# Sundasciurus mindanensis
Sundasciurus mindanensis — вид гризунів родини Sciuridae. Це ендемік Філіппін. Інформації про цей вид мало. Він поширений у лісах, зустрічаючись у дуже широкому діапазоні середовищ існування: первинні та вторинні низинні та гірські ліси, включаючи нижні узлісся мохового лісу. Він також зустрічається у сільськогосподарських районах.

## Характеристики
S. mindanensis досягає довжини тіла приблизно від 19,3 до 20,3 сантиметра і важить приблизно 285 грамів. Хвіст має довжину приблизно від 17,1 до 19,1 сантиметра, трохи коротший за решту тіла. Колір спини та хвоста тварин рівномірно темно-сірий, з волоссям, яке чорне біля основи, піщано-жовте посередині та знову чорне на кінчиках. Колір темніший уздовж спини; стегна та верхівки лап червонувато-сірі, а область носа та очей також червонуваті. Боки тіла та черево попелясто-сірі.